# Hiroshi Fujii
Hiroshi Fujii (japanska: 藤井 啓史?, Fujii Hiroshi) är en japansk astronom.
Minor Planet Center listar honom som H. Fujii och som upptäckare av 2 asteroider. Båda tillsammans med landsmannen Takao Kobayashi.

## Asteroider upptäckta av Hiroshi Fujii
| 20073 Yumiko [A]                            | 9 januari 1994 |
| 43859 Naoyayano [A]                         | 9 januari 1994 |
| Upptäckt tillsammans med: A Takao Kobayashi |                |